# Fytovolatilizace
Fytovolatilizace je název pro metodu využívající schopnost organismů poutat těkavé formy těžkých kovů v prostředí a prostřednictvím rostlin je uvolňovat do atmosféry. Jde o fytoremediační techniku. Rostliny, zřejmě pomocí dalších organismů mohou takto poutat arsen, rtuť nebo selen. Předpokládá se, že schopnost zachytávat těžké kovy mají houby nebo bakterie na kořenech rostlin. 

## Využití
Je testováno využití živých organismů při odstranění nežádoucích příměsí v prostředí. Konkrétně jde například o zeminy kontaminované těžkými kovy. Zatím se projekt potýká s problémy ohledně zachytávání takto uvolněné příměsi v atmosféře, neboť se díky svým fyzikálním vlastnostem rozptyluje do okolí ve formě par. 
Nejvíce je prostudováno a používáno poutání a odstranění selenu touto formou.
Gen kódující reduktázu rtuti se podařilo vnést do genomu rostliny huseníček Thalův Arabidopsis thaliana a  liliovník tulipánokvětý Lyriodedron tulipifera. Expresí tohoto genu se zvýšila odolnost rostlin vůči koncentraci Hg2+ iontů v jejich tkáních a současně se podařilo převést větší část rtuti ve formě Hg0 do ovzduší. 
Vedle výběru rostlin a klasických šlechtitelských metod jsou genové manipulace technikou, která může výrazně přispět k lepšímu využití rostlin pro fytoremediační účely.

## Výhody
Při fytovolatilizaci není třeba rostlinný materiál sklízet a dále zpracovávat.

## Rizika
Dochází k uvolňování toxických látek (například rtuť) do ovzduší. V případě použití tohoto způsobu musí být realizováno opatření, které by zamezilo nekontrolovanému rozptylu plynných zplodin.